# جيسيكا غريس وينغ
جيسيكا غريس وينغ (بالإنجليزية: Jessica Grace Wing)‏ هي ملحنة أمريكية، ولدت في 24 يوليو 1971، وتوفيت في 19 يوليو 2003 بسبب سرطان القولون.

## وصلات خارجية
- جيسيكا غريس وينغ على موقع IMDb (الإنجليزية)
- جيسيكا غريس وينغ على موقع IMDb (الإنجليزية)
- جيسيكا غريس وينغ على موقع ميوزك برينز (الإنجليزية)
- جيسيكا غريس وينغ على موقع أول ميوزيك (الإنجليزية)
- جيسيكا غريس وينغ على موقع ديسكوغز (الإنجليزية)